# Gynoplistia (Gynoplistia) echionis
Gynoplistia (Gynoplistia) echionis is een tweevleugelige uit de familie steltmuggen (Limoniidae). De soort komt voor in het Australaziatisch gebied.